# Riders Republic
Riders Republic est un jeu vidéo de sports extrêmes développé par Ubisoft Annecy et édité par Ubisoft, sorti le 28 octobre 2021 sur Windows, PlayStation 4, PlayStation 5, Stadia, Xbox One, Xbox Series X et Series S.

## Système de jeu
Riders Republic est un jeu de sports extrêmes. Les cinq principales activités disponibles dans le jeu comprennent le vélo tout terrain de descente, le vélo tout terrain de figures (dirt ou tricks), le ski/snowboard (dans les mêmes courses), le vol en wingsuit et le rocket wingsuit. Le BMX a été ajouté ultérieurement pour les détenteurs du "Year 1 Pass". Le paramoteur et la motoneige sont également disponibles en mode exploration, ainsi que le skateboard et d'autres "jouets" (des véhicules provenant des sports précédents presque sortis de l'imaginaire). Ubisoft a décrit le jeu comme un " jeu de sport massivement multijoueur ", car plus de 64 joueurs peuvent s'affronter dans des courses. Les versions PS4 et Xbox One ne prennent en charge que 32 joueurs en Mass Races (ce qui plafonne aussi le nombre de joueurs sur les autres consoles si le crossplay est activé). De plus, les joueurs peuvent également jouer à un mode multijoueur compétitif 6v6 nommé "Tricks Battle Arena". Dans ce mode, chaque équipe est en compétition dans une arène et doit effectuer autant de figures que possible afin de marquer des "Trick points". L'équipe qui a le score le plus élevé gagne la partie. Il y a aussi showdown où les joueurs doivent ramener le drapeau de l'équipe ennemie dans leur camp. Le jeu se déroule dans un monde ouvert qui regroupe sept parcs nationaux américains distincts, dont Bryce Canyon, Yosemite Valley, Sequoia Park, Zion, Canyonlands, Mammoth Mountain et Grand Teton, en une seule carte, tous « fidèlement reproduits afin de créer le plus vivant des parcs sportifs ». Il comprend également un centre social dans lequel les joueurs peuvent se rencontrer et communiquer. Un mode photo est disponible, presque entièrement personalisable car il est possible de modifier les filtres, l'heure du jour, et même la météo.
Le jeu propose également un mode carrière, dans lequel les joueurs s'engagent dans 6 activités différentes (Bike Freestyle, vélo Racing, Ski Freestyle, Ski Racing, Wingsuit, Rocket Wingsuit, skate (récament ajouter)BMX. Chacune d'elles a son propre chemin de progression. Au fur et à mesure que les joueurs progressent dans le mode carrière, ils débloqueront de nouveaux équipements en rapport avec le sport(tenues et objets cosmétiques). Les joueurs ont aussi la possibilité de créer leur propres parcours, que d'autres joueurs pourront ensuite tester. Des sponsors sont également présents en mode carrière, proposant leurs propres objectifs et récompenses, en payant dans le jeux on peut débloquer des autres cosmétiques et objet( snowskate, rocket ski, des vélo avec des particularités telle que le double saut).

## Développement
Le jeu est développé par Ubisoft Annecy. Le développement du jeu a commencé en 2017 et l'équipe de développement s'est élargie pour inclure des membres d'autres studios d'Ubisoft à Montpellier, Belgrade, Pune, Berlin, Kiev et Odessa. L'équipe de développement a recréé les parcs nationaux à l'aide de données GPS, et même si les sept parcs nationaux sont des régions distinctes dans la vie réelle, l'équipe a intégré les parcs ensemble, en un monde ouvert pour les joueurs à explorer. Le studio a également envoyé une équipe visiter ces parcs pour s'assurer qu'ils sont correctement représentés dans le jeu.
L'équipe a travaillé avec des experts et des athlètes pour s'assurer que chaque activité présentée est authentique .Par exemple, différentes marques de vélos ont des statistiques qui "imiteraient le comportement réel". Le système de jeu a été conçu pour être un jeu social qui met l'accent sur "l'excitation et la camaraderie de la communauté en ligne". Cette décision a été prise après que Steep a été offert en tant que jeu gratuit aux membres PlayStation Plus au début de 2019, ce qui a attiré plus de 10 millions de nouveaux joueurs.
Riders Republic est annoncé le 10 septembre 2020 lors de l'événement Ubisoft Forward. Le jeu devait sur Windows, PlayStation 4, PlayStation 5, Stadia, Xbox One et Xbox Series X le 25 février 2021. Toutefois, le jeu est ensuite repoussé au 28 octobre 2021. Les joueurs qui ont précommandé le jeu reçoivent le pack Bunny, qui ajoute des objets cosmétiques supplémentaires au jeu. Plusieurs contenus téléchargeables seront proposés après le lancement.

## Réception

### Ventes
En mai 2025, selon le magazine Deadline, Riders Republic a atteint le cap des 10 millions de joueurs,.

## Adaptation
En mai 2025, Ubisoft Film & Television s'associe à Gaumont pour produire une adaptation du jeu en film, avec les belges Adil El Arbi et Bilall Fallah à la réalisation, et le français Noé Debré en tant que scénariste,.